# 永康街 (臺北市)
永康街是位於台灣台北市大安區信義路二段上，大致為南北走向，介於金山南路與新生南路之間，北起信義路，南至麗水街33巷，愛國東路口以北為單線雙向道，以南為單行道。

## 永康商圈
永康商圈是以「永康公園」為中心，涵蓋永康街、麗水街、部分的金華街、部分的潮州街和街口附近的信義路商店。

## 鄰近周邊
- 大安森林公園
- 捷運東門站五號出口
- 新莊線
- 信義線

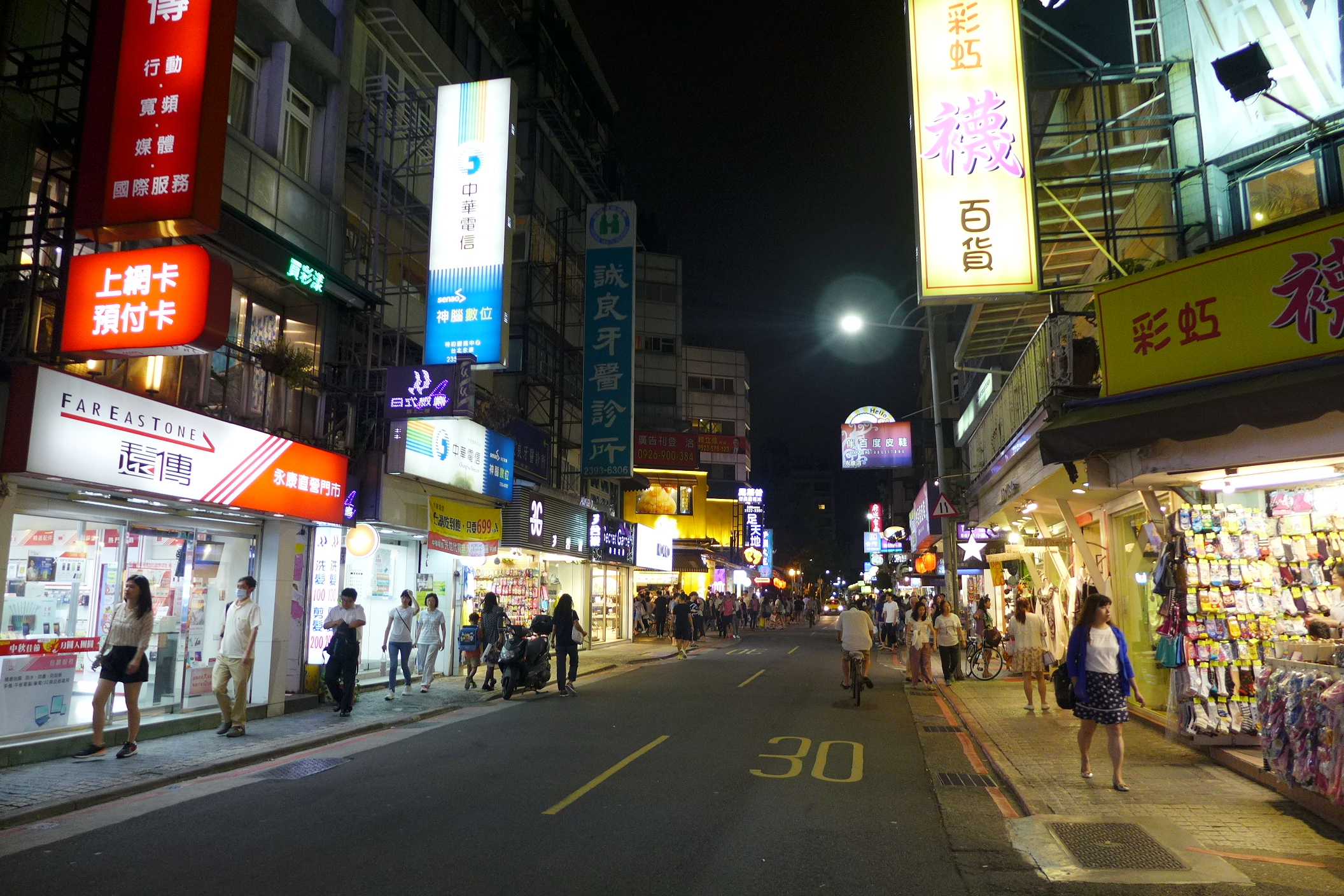
2016年永康街夜景
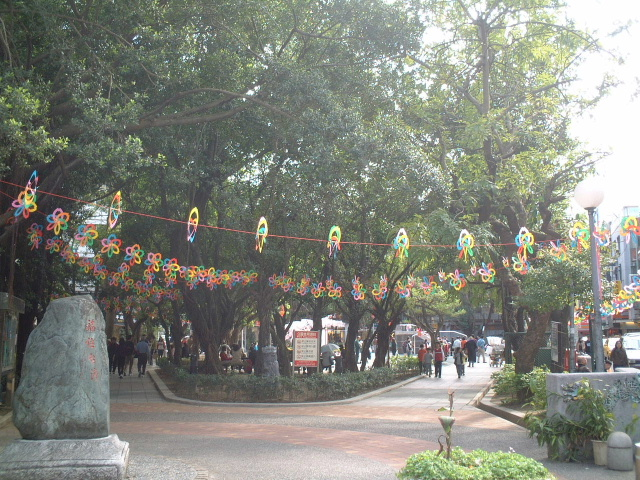
永康公園一景
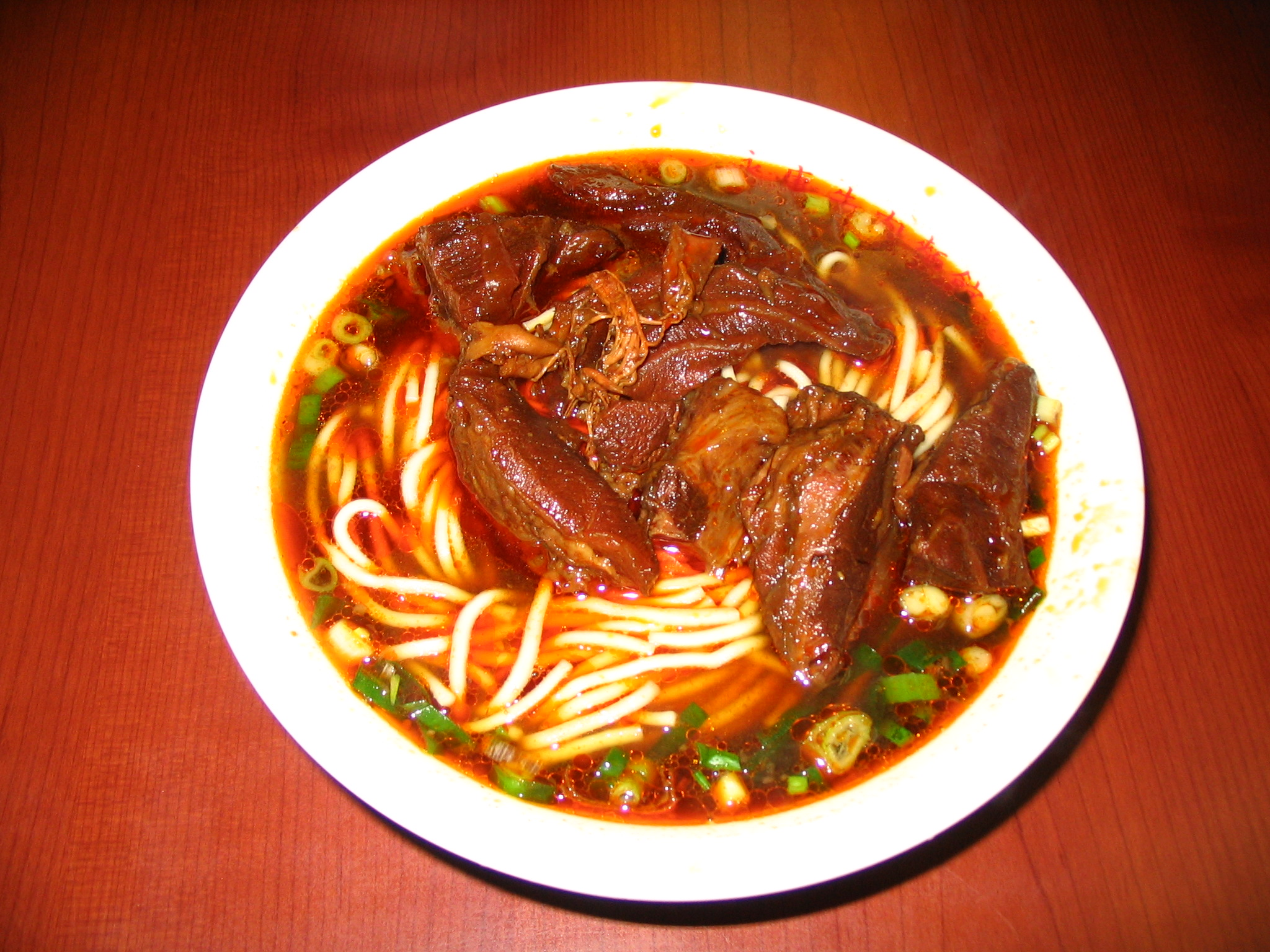
一碗永康牛肉麵

### 著名餐廳及小吃
- 鼎泰豐旗艦店
- 鼎泰豐
- 高記（已歇業）[3]
- 朱記餡餅粥[4]
- 思慕昔15號本館[5]
- 芋頭大王
- 誠記越南麵食館
- 老郭川菜
- 東門餃子館[6]
- 天津蔥抓餅
- 永康牛肉麵

## 沿線設施（由北往南）
- 台北市東門永康商圈發展協會（8巷11號）
- 永康公園
- 錦華綠地
- 昭和町文物市集（前錦安市場轉型）（60號1F）
- 臺北市立圖書館龍安民眾閱覽室（60號2F）
- 台北聖樂團（77號B1）

## 外部連結
- 台北市永康國際商圈協進會 （页面存档备份，存于）
- 台北市東門永康商圈發展協會
- 永康街區  臺北旅遊網 （页面存档备份，存于）
- 臺北市商業處-商圈介紹-永康(商圈) （页面存档备份，存于）
- 台北市東門永康商圈發展協會的Facebook專頁
- 台北市永康國際商圈協進會的Facebook專頁